# 6 април
6 април е 96-ият ден в годината според григорианския календар (97-и през високосна). Остават 269 дни до края на годината.

## Събития
- 885 г. – Във Велехрад (Великоморавия) умира и е погребан свети Методий.
- 1199 г. – Във Франция при обсадата на крепостта Шалуз загива английският крал Ричард Лъвското сърце.
- 1814 г. – Наполеон I Бонапарт абдикира, след което е заточен на остров Елба.
- 1818 г. – В Париж барон Карл Драйс демонстрира първообраза на велосипеда.
- 1877 г. – В Букурещ излиза първи брой на първия български всекидневник „Секидневний новинар“.
- 1896 г. – В Атина са открити първите съвременни Олимпийски игри, след като биват забранени преди 1500 години от римския император Теодосий I.
- 1909 г. – Турция признава Независимостта на България с подписания в Цариград българо-турски протокол.
- 1909 г. – Американска експедиция, водена от капитан Робърт Пири, достига за първи път Северния полюс.
- 1917 г. – САЩ обявяват война на Германия в хода на продължаващата Първа световна война.
- 1941 г. – Втората световна война: Германската армия навлиза в Югославия в операция Ауфмарш 25 и в Гърция в операция Марита от българска територия.
- 1941 г. – България във Втората световна война: В отговор на германската инвазия в Югославия, югославски самолети бомбардират индустриалния квартал на София и град Кюстендил (8 загинали в София, а в Кюстендил загиват 67 и 90 са ранени).
- 1943 г. – Основан е бразилският футболен клуб Гояш Ешпорте Клубе.
- 1965 г. – В орбита около Земята е изстрелян първият комуникационен сателит.
- 1970 г. – Започва строежът на АЕЦ Козлодуй.
- 1973 г. – Изстрелян е космическият апарат Пионер 11.
- 1984 г. – След референдум, Кокосови острови се присъединяват към Австралия.
- 1998 г. – Пакистан изстрелва тестови ядрени ракети със среден обсег, способни да достигнат Индия.
- 2001 г. – Симеон Сакскобургготски в официално обръщение обявява учредяването на Национално движение Симеон Втори.
- 2004 г. – Роландас Паксас става първият президент на Литва, отстранен мирно от длъжност чрез импийчмънт.
- 2017 г. – САЩ изстрелват 59 крилати ракети „Томахоук“ към авиобаза в Сирия. Русия описва ударите като агресия добавяйки, че те значително увреждат връзките между САЩ и Русия.
- 2018 г. – Автобус с младши отбор по хокей на лед Хъмдлобт Бронкос се сблъсква с камион в Саскачеван, Канада, убивайки 16 души и ранявайки 13 други.

## Родени
- 1483 г. – Рафаело Санцио, италиански художник и архитект († 1520 г.)
- 1664 г. – Арвид Хорн, министър-председател на Швеция († 1742 г.)
- 1840 г. – Василий Юнкер, руски географ († 1892 г.)
- 1849 г. – Джон Уилям Уотърхаус, британски художник († 1917 г.)
- 1875 г. – Ксения Александровна, велика руска княгиня († 1960 г.)
- 1876 г. – Кръстьо Сарафов, български драматичен актьор и режисьор († 1952 г.)
- 1884 г. – Михаил Доростолски и Червенски, български духовник († 1961 г.)
- 1885 г. – Вълко Димитров, деец на БЗНС, ятак († 1944 г.)
- 1890 г. – Антони Фокер, нидерландски авиоконструктор († 1939 г.)
- 1898 г. – Жан Ебютерн, френска художничка († 1920 г.)
- 1904 г. – Курт Георг Кизингер, германски политик († 1988 г.)
- 1928 г. – Джеймс Уотсън, американски генетик, Нобелов лауреат през 1962
- 1929 г. – Христос Сардзетакис, гръцки политик († 2022 г.)
- 1932 г. – Гюнтер Хербургер, немски писател († 2018 г.)
- 1938 г. – Васил Михайлов, български актьор
- 1942 г. – Бари Левинсън, американки актьор, сценарист, режисьор и продуцент
- 1944 г. – Флорин Георгиу, румънски шахматист
- 1948 г. – Лиляна Ковачева, българска актриса
- 1949 г. – Бригите Швайгер, австрийска писателка († 2010 г.)
- 1949 г. – Хорст Щьормер, американски физик, Нобелов лауреат през 1998
- 1953 г. – Кристофър Франк, немски музикант и композитор
- 1959 г. – Веселин Ранков, български актьор
- 1959 г. – Пиетро Виерховод, италиански футболист
- 1960 г. – Алберт Сарканис, латвийски дипломат
- 1960 г. – Ваня Гешева, българска състезателка по кану-каяк
- 1963 г. – Рафаел Кореа, еквадорски политик
- 1964 г. – Дейвид Уудард, американски писател и диригент
- 1965 г. – Стефан Петерханзел, френски мотоциклетист и автомобилен състезател
- 1966 г. – Десислава Знаменова, българска актриса
- 1969 г. – Пол Ръд, американски актьор
- 1972 г. – Игит Йозшенер, турски актьор
- 1973 г. – Ралица Ковачева-Бежан, българска актриса
- 1973 г. – Румяна Нейкова, българска гребкиня
- 1974 г. – Роберт Ковач, хърватски футболист
- 1975 г. – Зак Браф, американски актьор

## Починали
- 885 г. – Методий, славянски просветител (* ок. 815)
- 1199 г. – Ричард Лъвското сърце, крал на Англия (* 1157 г.)
- 1520 г. – Рафаело Санцио, италиански художник (* 1483 г.)
- 1528 г. – Албрехт Дюрер, немски художник (* 1471 г.)
- 1707 г. – Вилем ван де Велде Младия, нидерландски художник (* 1633 г.)
- 1802 г. – Иван Лепьохин, руски изследовател (* 1760 г.)
- 1803 г. – Уилям Хамилтън, британски дипломат (* 1730 г.)
- 1829 г. – Нилс Абел, норвежки математик (* 1802 г.)
- 1937 г. – Анастас Иширков, български учен (* 1868 г.)
- 1941 г. – Велизар Лазаров, български военен (* 1868 г.)
- 1945 г. – Иван Аврамов, български офицер (* 1868 г.)
- 1971 г. – Игор Стравински, композитор от руски произход (* 1882 г.)
- 1972 г. – Хайнрих Любке, 2-ри Бундеспрезидент на Германия (* 1894 г.)
- 1979 г. – Иван Васильов, български архитект (* 1893 г.)
- 1990 г. – Димче Маленко, писател от СР Македония (* 1919 г.)
- 1992 г. – Айзък Азимов, американски писател (* 1920 г.)
- 1996 г. – Гриър Гарсън, английска актриса (* 1904 г.)
- 1997 г. – Щефан Хермлин, немски поет (* 1915 г.)
- 2002 г. – Славка Славова, българска актриса (* 1924 г.)
- 2005 г. – Нина Кираджиева, българска балерина (* 1911 г.)
- 2005 г. – Рение III, принц на Монако (* 1923 г.)
- 2008 г. – Георги Тишков, български скулптор (* 1946 г.)
- 2009 г. – Борис Чернев, български актьор (* 1964 г.)
- 2009 г. – Петър Пашов, български езиковед (* 1931 г.)
- 2014 г. – Мики Руни, американски актьор (* 1920 г.)
- 2021 г. – Георги Коритаров, български журналист (* 1959 г.)
- 2022 г. – Владимир Жириновски, руски политик (* 1946 г.)

## Празници
- Българска православна църква – Успение на св. Методий Славянобългарски